# Гшвенд
Гшвенд (нім. Gschwend) — громада в Німеччині, знаходиться в землі Баден-Вюртемберг. Підпорядковується адміністративному округу Штутгарт. Входить до складу району Східний Альб.
Площа — 54,50 км2. Населення становить 4925 ос. (станом на 31 грудня 2020).